# بادو الزاكي
 بادو الزاكي  (مواليد 2 أبريل 1959) هو حارس مرمى مغربي سابق، ومدرب حالي، وأبرز المنتخبات والأندية التي دربها الوداد الرياضي ومنتخب المغرب الذي قاده إلى نهائي كأس الأمم الإفريقية 2004، حاليًا يشتغل كمدرب لمنتخب النيجر.
اشتهر الزاكي بتدخلاته الرائعة ومرونته الفائقة. بدأ في إظهار خبراته ومهارته مع نادي الوداد البيضاوي، وفي سنة 1979 أصبح حارسا للمنتخب الوطني الذي شارك معه في كأس الأمم الأفريقية لكرة القدم 1980 بنيجيريا وفاز بالميدالية البرونزية.
خاض أحسن تجربة في تاريخه الرياضي الحافل مع جيل 1986 في كأس العالم، عندما أبان عن علو كعبه في حراسة المرمى، ولم يدخل مرماه إلا هدفان فقط في أربع مباريات دولية لكأس العالم 1986 التي فتح فيها المغرب أبواب التأهل للأدوار الطلائعية في بطولة كأس العالم للدول الإفريقية والعربية، وبرزت مؤهلات بادو الزاكي عالميا في بطولة كأس العالم، عندما استطاع أن ينقذ مرماه من هدف محقق إثر تسديدة لنجم ألمانيا كارل-هاينتس رومنيغه.
وبفضل جهده ومثابرته المتواصلة، استطاع أن ينال الإعجاب والتقدير، فأحرز جائزة أحسن لاعب أفريقي سنة 1986.
وقد كان اسم «بادو الزاكي» متواجدا في إنجاز غير مسبوق في التقرير الذي أعلنه الاتحاد الدولي لتاريخ وإحصائيات كرة القدم (IFFHS)، بدخوله قائمة أفضل حراس المرمى في العالم، على مر التاريخ.
احترف الزاكي بادو في نادي ريال مايوركا الإسباني وحقق معه نتائج جيدة، وكان أهمها التأهل لنهائي كأس إسبانيا لأول مرة في تاريخ النادي سنة 1990. كما لمع الزاكي في الدوري الإسباني واستطاع التصدي لضربات جزاء أشهر لاعبي كرة القدم الدوليين، كالأرجنتيني سانشيز والهولندي كومان.
اختير كأحسن لاعب أجنبي في الليغا الإسبانية سنة 1986-1987، كما أحرز لقب أحسن حارس مرمى في الليغا الإسبانية في سنوات 1986-1987 و1988-1989 و1989-1990.
في عام 1991 قاد فريق مايوركا الإسباني لنهائي كأس إسبانيا، حيث تم اختياره عميدا للفريق في نفس العام.
في ختام مسيرته الرياضية كحارس مرمى قرر نادي ريال مايروكا في عام 1991 إقامة تمثال له في جزيرة مايوركا، تكريما له واعترافا بعطاءاته وأخلاقه العالية في مسيرته الرياضية، كلاعب عايش أفضل فترات الفريق النجومية، لمدة تجاوزت الست سنوات. وبذلك يعتبر الزاكي أحد سفراء الرياضة المغربية الذين شرّفوا صورة الأخلاق المغربية ككل، في تاريخ الرياضة الوطنية.

## مسيرته

### نبذة
عايش زكي بادو أجيالا مختلفة من لاعبي المنتخب المغربي، بل ويعتبر أحد رموزه الرياضية، رفقة العديد من المغاربة الذين طبعوا تاريخ الرياضة المغربية والعربية والإفريقية والقيم الأخلاقية العليا، والغيرة على القميص الوطني، كالمرحوم محمد بلحسن العفاني الملقب (بالأب جيكو) وسعيد عويطة، وأحمد فرس وعبد المجيد الظلمي ومحمد التيمومي وغيرهم.. فلم يكن بادو الزاكي لاعبا للمنتخب الوطني فقط، بل أيضا سفيرا للرياضة المغربية والإفريقية والأخلاق الرياضية المغاربية، ويعتبر من الأوائل الذين فتحو أبواب الاحتراف الإفريقي في أعتى البوطولات العالمية، فضلا عن غيرته على المغرب، والنزاهة التي ظلت تطبع مسيرته، سواء الشخصية أو بصفته شخصية عامة، يشهد له بها كل من له دراية بملفات وأروقة التسيير الرياضي في المغرب، فقد ظل يحظى باحترام المغاربة رغم الصرامة الشديدة التي تطبع شخصيته في مجال المهنية والتسيير الرياضي.

## الإعتزال وخوض غمار التدريب
بعد اعتزاله اللعب نهائيا سنة 1992 كحارس مرمى، بقي بادو الزاكي متعلقا بالمستطيل الأخضر، واتجه إلى ميدان التدريب، حيث درس مهنة التدريب بإنجلترا ودرب منتخب أسود الأطلس، كما درب نادي الوداد البيضاوي، ونادي الكوكب المراكشي، لكن تبقى قيادته للمنتخب المغربي في تصفيات ونهائيات كأس الأمم الإفريقية 2004 بتونس أبرز محطة في مشواره التدريبي حين قاده لبلوغ المباراة النهائية، قبل الهزيمة أمام البلد المضيف 2-1 . كما أنه كان قاب قوسين أو أدنى من تأهيل أسود الأطلس لنهائيات كأس العالم 2006 بألمانيا حيث تصدر مجموعته في أغلب الجولات قبل أن يتعادل في الجولة الأخيرة مع تونس 2-2 في تونس العاصمة وتتأهل هذه الأخيرة إلى نهائيات كأس العالم.

### العودة إلى التدريب
بعد توقفه عن مزاولة مهنة التدريب سنة 2011 عاد في شهر أكتوبر من سنة 2012 لتدريب نادي الوداد الرياضي بعد أن كان هذا الأخير يتمركز في الرتبة السابعة بعد فوز وهزيمتين وبعد مجيئه تمكن النادي من إحراز الرتبة 4 ولولا القليل من الحظ لكان النادي أحرز لقب البطولة حيث ظل ينافس إلى غاية الدورات الأخيرة لكن مشاكل داخلية لاعلاقة لها بالأمور التقنية جعلت النادي يبتعد عن المنافسة بعد ظهور صراعات بين جمهور الوداد والرئيس عبد الإله أكرم أدت إلى مقاطعة الجماهير للمباريات الخمس الأخيرة، وقد قاد الزاكي الوداد في مختلف المسابقات في 34 مباراة حقق 15 انتصار، 11 تعادلاً و 8 هزائم
وفي يونيو 2013 وبعد تقديم الزاكي استقالته من تدريب الوداد وقع لنادي أولمبيك آسفي حيث يهدف إلى جعل النادي ينافس على مراكز متقدمة في البطولة المغربية
في 2 مايو 2014، أعلن الاتحاد المغربي لكرة القدم عن تعيين بادو الزاكي مدرباً للمنتخب المغربي الأول، في عقد مدته 4 سنوات حيث كان رهانه الأول هو قيادة أسود الأطلس في نهائيات أمم أفريقيا 2015 التي كان من المقرر أن تجرى في المغرب حيث ثم نقل البطولة إلى غينيا الاستوائية بغد رفض المقترح المغربي بشأن تأجيل الكأس إلى 2016 بسبب وباء إيبولا، لكن رهانه الآن أصبح هو قيادة المنتخب في تصفيات كأس العالم لكرة القدم 2018, وبالتالي فبعودة الزاكي تكون الجامعة الملكية قد استجابت لرغبة الشارع المغربي الذي ظل ينادي بعودة الزاكي إلى عرين الأسود منذ أن تركه عام 2005 حيث يعتبر صانع أمجاد المنتخب المغربي في كأس أمم إفريقيا 2004 بتونس
ورغم فوزه رفقة المنتخب المغربي في أول مبارتين يخوضهما في إطار تصفيات كأس الأمم الإفريقية 2017 ووصوله إلى الدور الحاسم في تصفيات كأس العالم 2018؛ أعلنت الجامعة الملكية المغربية لكرة القدم في بيان لها بتاريخ 10 فبراير 2016، التوصل إلى اتفاق بالتراضي لإنهاء عقده من منصبه كمدرب للمنتخب المغربي لأسباب أرجعتها الجامعة في بيانها ل"عدم الاستقرار الذي طبع اختيارات المدرب، والنتائج المتضاربة التي خيمت على المنتخب طيلة 20 شهرا بالإضافة لتوتّر العلاقة بينه وبين عناصر الطاقم التقني للمنتخب". معلنة تعيين مدرب جديد في الأيام المقبلة.

### مسيرته كمدرب
لقد تولى بادو الزاكي تدريب مجموعة من الفرق الوطنية عبر السنين فقد بدأ مسيرته التدريبية رفقة فريق الفتح الرباطي موسم 1993 و1994 وانتقل إلى تد ريب فريق نادي الوداد الرياضي موسم 1994 / 1995 ليرحل إلى فريق سبورتينغ سلا موسم 1997 / 1996 تم إلى شباب المحمدية ليمضي مع الفريق موسمين 1996 / 1998 ويعود إلى فريق نادي الوداد الرياضي موسم 1998 / 2000 تم يرحل إلى فريق الكوكب المراكشي لموسم واحد 2000 / 2001 وإلى المغرب الفاسي موسم 2001 / 2002 تم يشد الرحيل لتولي تدريب المنتخب المغربي لمدة 3 سنوات 2002 / 2005 تم إلى فريق الكوكب المراكشي لموسم واحد 2006 / 2007 فالرجوع إلى تدريب فريق نادي الوداد الرياضي وقد درب شباب بلوزداد الجزائري لمدة 6 أشهر وقاده للفوز بكاس الجمهورية وانقده من السقوط.

### انجازاته كمدرب
- الوصول إلى نصف نهائي كأس العرش رفقة الفتح الرباطي موسم 1993 / 1994.
- الوصول الربع النهائي من كاس الاتحاد الأفريقي رفقة الوداد البيضاوي سنة 1998.
- الفوز بكأس العرش المغربي رفقة الوداد البيضاوي سنة 1999.
- الوصول إلى نهائي كأس الاتحاد الأفريقي رفقة الوداد البيضاوي سنة 1999.
- الوصول مع المغرب إلى نهائي كأس الأمم الأفريقية 2004 بتونس.
- الوصول إلى نهائي كأس العرب رفقة الوداد البيضاوي سنة 2009.
- الفوز بكأس الجزائر رفقة شباب بلوزداد سنة 2017

## إحصائيات وإنجازات

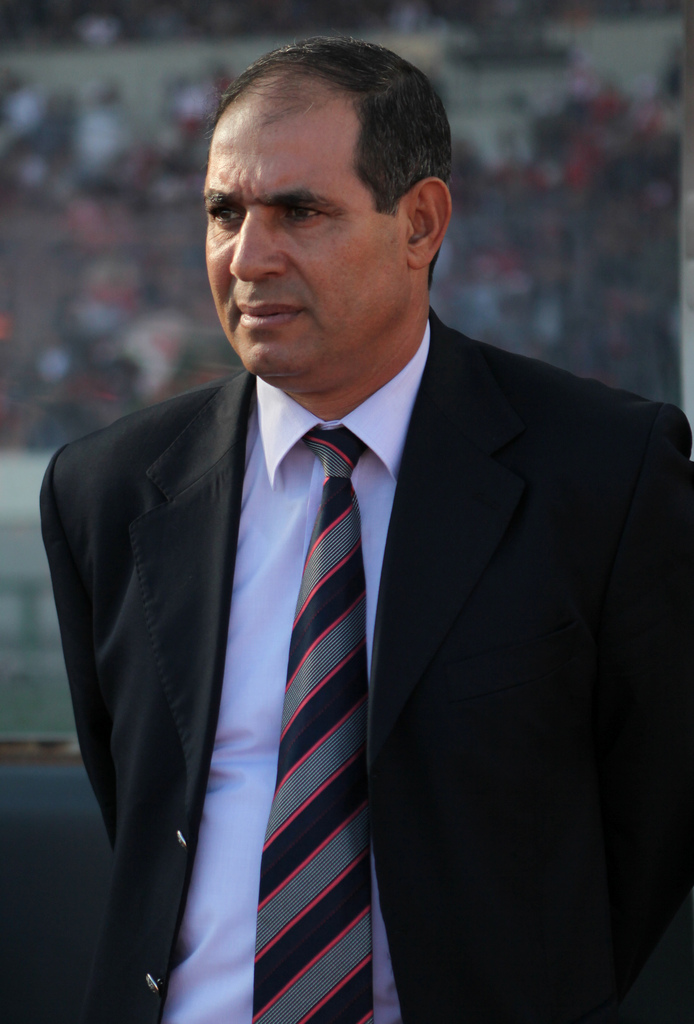
بادو الزاكي سنة 2009

### النادي
الوداد الرياضي
 الدوري المغربي الممتاز 
- بطل: 1978، 1986

- الوصافة: 1980، 1982

كأس العرش
- بطل: 1978، 1979، 1981

كأس الملك محمد الخامس
- بطل: 1979

 مايوركا
كأس سيوداد دي بالما
- بطل: 1987، 1991، 1992

Trofeo de la Agricultura
- بطل: 1988، 1992

كأس ملك إسبانيا
- النهائي: 1991

 المغرب
- أول مباراة دولية: المغرب-مصر عام (1979)
- عدد المباريات الدولية: 118 مباراة دولية
- سنوات اللعب مع المنتخب: من 1979 إلى 1992 (13 سنة)
- عدد المباريات في كأس العالم: 4 مباريات
- عدد المباريات في كأس أمم إفريقية: 12 مباراة
- عدد المشاركات في كأس أمم إفريقية: 4 مشاركات (1980-1986-1988-1992)
- كأس العالم: الدور 16 عام 1986 أول منتخب أفريقي وعربي يتأهل

### إنجازات محترَف
- جائزة الكرة الذهبية الأفريقية عام 1986
- جائزة أفضل لاعب عربي في العالم عام 1986
- في عام 86 / 87 اختير احسن لاعب أجنبي في الليجا الإسبانية.
- في سنوات 1986-1987 / 1988-1989 / 1989-1990 تم اختياره أحسن حارس مرمى في الليجا الإسبانية.
- أفضل لاعب مغربي (4 مرات): 1978-1979 / 1980-1981 / 1985-1986 / 1987-1988
- أفضل حارس مغربي (3 مرات): 1977-1978 / 1978-1979 / 1985-1986
- أفضل حارس مرمى أفريقي في القرن العشرين
- أفضل حارس مرمى عربي في القرن العشرين
- في عام 1991 قاد فريق ريال مايوركا إلى نهائي كأس إسبانيا (تم اختياره عميدا لنادي مايوركا الاسباني في نفس العام).
- قرر نادى ريال مايروكا في عام 1992 اقامة تمثال له في جزيرة مايوركا تكريما لمجهوداته وأخلاقه الرياضية العالية في مسيرته رفقة الفريق المايوركي.
- الاتحاد الدولي لتاريخ وإحصاءات كرة القدم: أفضل حارس في تاريخ إفريقيا[8]
- الاتحاد الدولي لتاريخ وإحصاءات كرة القدم: من بين أفضل حراس المرمى على مر التاريخ[2]